# Lithosia seminigra
Lithosia seminigra är en fjärilsart som beskrevs av Claude Dufay 1954. Lithosia seminigra ingår i släktet Lithosia och familjen björnspinnare. Inga underarter finns listade i Catalogue of Life.